# 鬼谷洞
27°55′46″N 117°11′43″E / 27.92944°N 117.19528°E
鬼谷洞位于中国江西省贵溪市冷水镇麻地村云梦山的半山腰处，处于龙虎山东南部，为三十六洞天之第十五洞天。《明一统志》载：鬼谷先生原名王诩，春秋晋平公时人，尝入云梦山采药，居青溪之鬼谷，因此为号。 鬼谷洞的山脚处原有凝真观，属正一派，是道教第十五洞天奉祀祖师和天神地祇的场所，始建于南唐，后屡修屡毁，今仅存遗址。1998年底在原址上塑鬼谷仙师神像。